# Fariba Rezayee
Friba Rezayee (nascida em 3 de setembro de 1985) é uma judoca do Afeganistão, que é talvez mais conhecida como uma das duas primeiras mulheres atletas do Afeganistão a competir nos jogos Olímpicos de Verão. Os talibãs, que controlam a maioria do Afeganistão, fizeram com que o país fosse banido das Olimpíadas, em 1999, devido à sua discriminação contra as mulheres sob as regas talibãs, bem como a sua proibição de qualquer tipo de actividade desportiva, e, assim, não participaram nos jogos Olímpicos de Sydney no ano de 2000. Em junho de 2003, o COI levantou a suspensão imposta no Afeganistão durante a 115 Sessão do COI, em Praga, e o país enviou uma delegação de cinco concorrentes para os Jogos de Atenas, em 2004. Rezayee e Robina Muqimyar foram duas mulheres no contingente na delegação, tornando-se nas primeiras mulheres a competir pelo Afeganistão nos jogos Olímpicos.

## Vida pessoal
Rezayee tinha nove anos de idade quando sua família mudou-se do Afeganistão para que o país vizinho do Paquistão, depois de os talibãs tomarem o controle em 1996. Rezayee, juntamente com sua família, viveu no Paquistão, por oito anos, como um refugiado, e estudou artes marciais e boxe lá.
Após voltar com a sua família para o Afeganistão em 2002, ela continuou no boxe e foi a primeira mulher afegã boxer. Mas, devido à falta de outras mulheres pugilistas na sua equipa, ela então foi para o judo, e começou a treinar para os Jogos Olímpicos num clube feminino de judo patrocinado pelo Conselho Dinamarquês para os Refugiados. Friba é a irmã mais nova de Shaima Rezayee, uma apresentadora de televisão que foi morta em 2005 na sua cidade natal, em Cabul. Ela também tem dois irmãos mais velhos, Javed e Fawad.

## Jogos Olímpicos de Atenas 2004
Rezayee representou o Afeganistão, na classe de peso médio (70 kg) no evento de judo nos Jogos Olímpicos de Verão de 2004, em Atenas. Toda competição teve lugar no dia 18 de agosto. Em sua primeira partida, Rezayee enfrentou a espanhola Cecilia Blanco e perdeu a luta, sem ganhar um único ponto.